# Liste der Bodendenkmale in Weinböhla
In der Liste der Bodendenkmale in Weinböhla sind die Bodendenkmale der Gemeinde Weinböhla und ihrer Ortsteile nach dem Stand der Auflistung von Harald Quietzsch und Heinz Jacob aus dem Jahr 1982 aufgelistet. Eventuelle Änderungen und Ergänzungen, insbesondere aus der Zeit nach der Wende, sind nicht berücksichtigt, da für Sachsen aktuell keine neueren allgemein zugänglichen Bodendenkmallisten vorliegen. Die Baudenkmale sind in der Liste der Kulturdenkmale in Weinböhla aufgeführt.
| Denkmal-ID | Fundart             | Ortsteil  | Bezeichnung                                    | Zeitstellung | Lage | Bemerkungen | Bild |
| ---------- | ------------------- | --------- | ---------------------------------------------- | ------------ | --- | --- | ---- |
| ?          | Grabmal > Grabhügel | Weinböhla | vermutetes Hügelgrab                           | Bronzezeit?  | östlich des Orts, im Friedewald Abteilung 125, zwischen Schneise 18 und F-Weg                                                                                               | Steinhügel, Schutz seit 18. Januar 1973 |      |
| ?          | Grabmal > Grabhügel | Weinböhla | vermutete Hügelgräber, Gruppe von ca. 5 Stück  | Bronzezeit?  | östlich des Orts, im Friedewald Abteilung 126 (Nordwestecke), südöstlich des F-Wegs                                                                                         | flache Steinhügel, Schutz seit 18. Januar 1973 |      |
| ?          | Grabmal > Grabhügel | Weinböhla | Hügelgräber, Gruppe von mehreren hundert Stück | Bronzezeit   | nordwestlich von Moritzburg, nordöstlich von Weinböhla, im Friedewald, um den Lindenberg, nordöstlich des Neuen Anbaus, Forstrevier Weinböhla Abteilungen 109, 111, 113–117 | auf dem Gebiet der Gemeinden Moritzburg und Weinböhla, weitflächiges Hügelgräberfeld aus Steinhügeln in teils dichter Streuung, Schutz seit 5. April 1966 |      |